# Internazionali di Tennis Città di Todi 2025 - Doppio
Il doppio del torneo di tennis professionistico Internazionali di Tennis Città di Todi 2025, facente parte della categoria Challenger 125 nell'ambito dell'ATP Challenger Tour 2025, si è giocato dall'11 al 16 agosto a Todi, in Italia. Tra le coppie partecipanti erano presenti Ivan Sabanov e Matej Sabanov, i detentori del titolo ma sono stati eliminato ai quarti di finale.
In finale Filippo Romano e Jacopo Vasamì hanno sconfitto Daniel Cukierman e Johannes Ingildsen con il punteggio di 6–4, 6–3.

## Teste di serie
1. Karol Drzewiecki /  Matěj Vocel (primo turno)
2. Arjun Kadhe /  Vijay Sundar Prashanth (semifinali)

1. Daniel Cukierman /  Johannes Ingildsen (finale)
2. Ivan Liutarevich /  Federico Zeballos (quarti di finale)

## Wildcard
1. Pierluigi Basile /  Giorgio Ricca (semifinali)

1. Filippo Romano /  Jacopo Vasamì (campioni)

## Ranking protetto
1. Francesco Forti  /  Augusto Virgili (primo turno)

## Alternate
1. Simone Agostini /  Eero Vasa (quarti di finale)

## Tabellone

### Legenda
| - Q = Qualificato - WC = Wild card - LL = Lucky loser | - ALT = Alternate - SE = Special Exempt - PR = Protected Ranking | - w/o = Walkover - r = Ritirato - d = Squalificato |

|  | Primo turno | Primo turno                     | Primo turno                     | Primo turno | Primo turno |  |  | Quarti di finale | Quarti di finale                | Quarti di finale         | Quarti di finale     | Quarti di finale     |   |   | Semifinali | Semifinali                   | Semifinali                   | Semifinali                          | Semifinali                          |   |   | Finale | Finale | Finale | Finale | Finale |  |
|  |             |                                 |                                 |             |             |  |  |                  |                                 |                          |                      |                      |   |   |            |                              |                              |                                     |                                     |   |   |        |        |        |        |        |  |
|  | 1           | K Drzewiecki M Vocel            | K Drzewiecki M Vocel            | 65          | 2           |  |  |                  |                                 |                          |                      |                      |   |   |            |                              |                              |                                     |                                     |   |   |        |        |        |        |        |  |
|  |             | M Mansilla Díez B Pujol Navarro | M Mansilla Díez B Pujol Navarro | 7           | 6           |  |  |                  | M Mansilla Díez B Pujol Navarro | 2                        | 6                    | [7]                  |   |   |            |                              |                              |                                     |                                     |   |   |        |        |        |        |        |  |
|  | WC          | P Basile G Ricca                | P Basile G Ricca                | 7           | 7           |  |  | WC               | P Basile G Ricca                | 6                        | 3                    | [10]                 |   |   |            |                              |                              |                                     |                                     |   |   |        |        |        |        |        |  |
|  | PR          | F Forti A Virgili               | F Forti A Virgili               | 65          | 65          |  |  |                  |                                 |                          |                      |                      |   |   | WC         | P Basile G Ricca             | P Basile G Ricca             | 1                                   | 2                                   |   |   |        |        |        |        |        |  |
|  | 4           | I Liutarevich F Zeballos        | I Liutarevich F Zeballos        | 6           | 7           |  |  |                  |                                 | WC                       | F Romano J Vasamì    | F Romano J Vasamì    | 6 | 6 |            |                              |                              |                                     |                                     |   |   |        |        |        |        |        |  |
|  |             | T Pereira D Pichler             | T Pereira D Pichler             | 2           | 5           |  |  | 4                | I Liutarevich F Zeballos        | I Liutarevich F Zeballos | 6                    | 3                    |   |   |            |                              |                              |                                     |                                     |   |   |        |        |        |        |        |  |
|  |             | B Arias JC Prado Ángelo         | B Arias JC Prado Ángelo         | 3           | 4           |  |  | WC               | F Romano J Vasamì               | F Romano J Vasamì        | 78                   | 6                    |   |   |            |                              |                              |                                     |                                     |   |   |        |        |        |        |        |  |
|  | WC          | F Romano J Vasamì               | F Romano J Vasamì               | 6           | 6           |  |  |                  |                                 |                          |                      |                      |   |   | WC         | Filippo Romano Jacopo Vasamì | Filippo Romano Jacopo Vasamì | 6                                   | 6                                   |   |   |        |        |        |        |        |  |
|  | Alt         | S Agostini E Vasa               | S Agostini E Vasa               | 6           | 78          |  |  |                  |                                 |                          |                      |                      |   |   |            |                              | 3                            | Daniel Cukierman Johannes Ingildsen | Daniel Cukierman Johannes Ingildsen | 4 | 3 |        |        |        |        |        |  |
|  |             | M Hermans K Pearson             | M Hermans K Pearson             | 4           | 67          |  |  | Alt              | S Agostini E Vasa               | S Agostini E Vasa        | 4                    | 3                    |   |   |            |                              |                              |                                     |                                     |   |   |        |        |        |        |        |  |
|  |             | A Jecan D Jordà Sanchis         | A Jecan D Jordà Sanchis         | 2           | 1           |  |  | 3                | D Cukierman J Ingildsen         | D Cukierman J Ingildsen  | 6                    | 6                    |   |   |            |                              |                              |                                     |                                     |   |   |        |        |        |        |        |  |
|  | 3           | D Cukierman J Ingildsen         | D Cukierman J Ingildsen         | 6           | 6           |  |  |                  |                                 |                          |                      |                      |   |   | 3          | D Cukierman J Ingildsen      | D Cukierman J Ingildsen      | 6                                   | 6                                   |   |   |        |        |        |        |        |  |
|  |             | A Mies D Vega Hernández         | 6                               | 63          | [5]         |  |  |                  |                                 | 2                        | A Kadhe VS Prashanth | A Kadhe VS Prashanth | 3 | 4 |            |                              |                              |                                     |                                     |   |   |        |        |        |        |        |  |
|  |             | I Sabanov M Sabanov             | 3                               | 7           | [10]        |  |  |                  | I Sabanov M Sabanov             | I Sabanov M Sabanov      | 4                    | 2                    |   |   |            |                              |                              |                                     |                                     |   |   |        |        |        |        |        |  |
|  |             | JB Torres G Villanueva          | JB Torres G Villanueva          | 1           | 6           |  |  | 2                | A Kadhe VS Prashanth            | A Kadhe VS Prashanth     | 6                    | 6                    |   |   |            |                              |                              |                                     |                                     |   |   |        |        |        |        |        |  |
|  | 2           | A Kadhe VS Prashanth            | A Kadhe VS Prashanth            | 6           | 78          |  |  |                  |                                 |                          |                      |                      |   |   |            |                              |                              |                                     |                                     |   |   |        |        |        |        |        |  |